# Akontace
Akontace je obchodní a právní termín, v nejširším pojetí chápaný jako platba předem.
Pochází z italského „a conto“ – na účet.
Anglický termín pro akontaci je advance payment nebo down payment. V českém prostředí se nejčastěji užívá ve spojitosti s leasingem nebo úvěrem, případně také se zahraničním platebním stykem. V české legislativě ovšem není termín nijak definován.

## Leasingová akontace
U leasingu jde o finanční částku, která je placená předem při začátku leasingu.
V tomto významu se objevují také označení mimořádná, nultá či jen zvýšená splátka.
Slouží k zajištění právních nároků leasingového pronajímatele v případě předčasného ukončení leasingové smlouvy.
Akontace bývá uplatňována u finančního leasingu, jehož účelem je pro nájemce získat předmět leasingu do svého vlastnictví, zatímco operativní leasing s ní spíše nepočítá, neboť slouží k provoznímu krátko- či střednědobému pronájmu majetku, pro který nájemce nemá dlouhodobé využití a který i po skončení leasingu zůstává v majetku pronajímatele.
Akontace se udává procentuálním podílem z celkové ceny pořizované věci. Její výše se obvykle pohybuje od 10 do 70 procent, avšak možná je i nulová výše. Martin Svítil uvádí standardní rozmezí v roce 2011 např. u dopravní techniky 0 až 15 %, u osobních automobilů 0 až 30 % a u strojů 10 až 30 %.
Uvádí také, že ještě koncem 90. let 20. století byla na českém leasingovém trhu nulová akontace výjimkou, ale s posilujícím konkurenčním bojem vzrůstal tlak na změkčení podmínek a snižování akontace. Na počátku 10. let 21. století již naopak velcí klienti zpravidla požadují nulovou akontaci a obecně se výše akontace snížila.
Výše akontace má vliv na výši pravidelných splátek, jež pak klient splácí. Čím vyšší je akontace, tím nižší je základ pro výpočet dalších splátek. A tím nižší je obvykle i leasingový koeficient (koeficient navýšení). Ten udává částku, která je při splácení leasingu či úvěru přeplacena oproti pořizovací ceně věci. Jinými slovy je to násobek původní pořizovací ceny, jaký nájemce v souhrnu zaplatí při leasingu oproti tomu, kdyby si věc přímo koupil. Klašková ku příkladu uvádí srovnání různé výše akontace s odpovídajícím koeficientem navýšení u jedné z českých leasingových společností v roce 2007:
| Akontace            | 0 %    | 5 %   | 10 %   | 15 %   | 20 %   | 25 %   | 30 %   |
| Koeficient navýšení | 1,0915 | 1,089 | 1,0866 | 1,0841 | 1,0816 | 1,0791 | 1,0767 |

Při ceně 1 milion korun tedy klient této společnosti zaplatí s nulovou akontací o 91 500 Kč více, zatímco s 30% akontací jen o 76 700 Kč více než je pořizovací cena.
Vyšší akontace znamená pro leasingovou společnost menší úvěrové riziko, ale zároveň i menší zisk. Z hlediska nájemce (příjemce leasingu) představuje vyšší akontace významnější zásah do cash flow, tedy do finančních toků, ale na druhou stranu zlevňuje leasing, snižuje celkovou zaplacenou cenu a navíc usnadňuje celý proces uzavření leasingové smlouvy a umožňuje tedy dřívější využití předmětu leasingu.

### Různé výklady
Miloslav Synek označuje obecně rozšířené užití termínu ve smyslu navýšené první splátky za mylné a uvádí jiné dva významy, v nichž se akontace v leasingových smlouvách objevuje:
1. jako záloha na nákup předmětu hrazená pronajímatelem (resp. nájemcem) dodavateli předmětu leasingu (záloha na kupní cenu),
2. jako záloha leasingových splátek, hrazená nájemcem pronajímateli (záloha na splátky nájemného).

Petr Valouch připouští všechny tři výklady jako „v praxi“ používané. S poukazem na absenci zákonné definice však varuje před užitím termínu ve smluvních vztazích bez dalšího upřesnění, který z nich je tím zamýšlen. K různým formám „akontace“ se přistupuje odlišně z hlediska daňové uznatelnosti nákladů, účtování i DPH:
- Na akontaci ve smyslu první navýšené splátky musí nájemce aplikovat časové rozlišení: Do daňových nákladů aktuálního roku může zahrnout jen tu část splátky, která odpovídá příslušnému zdaňovacímu období. Zbývající část pak rozpouští do nákladů v následujících letech.[5]
- Je-li akontací míněna záloha na splátky nájemného, je účetně pouhým zúčtovacím vztahem (zálohou) a vstupuje do nákladů až s vyúčtováním každé jednotlivé splátky, mezi které ji pronajímatel rozpočítá.[19]
- A konečně v případě akontace coby zálohy na kupní cenu nelze částku průběžně zúčtovat do nákladů, nýbrž až na konci leasingové smlouvy se stává součástí pořizovací ceny majetku odkoupeného nájemcem a ten ji může poté uplatnit formou daňových odpisů.[5] Pro nájemce je tak tato varianta nejméně výhodná.[19]

## Akontace u hypotéky a stavebního spoření
U hypotečních úvěrů a úvěrů ze stavebního spoření se akontací rozumí výše naspořených prostředků ze stavebního spoření vzhledem k výši úvěru (udávaná jako % z cílové částky) nebo obecněji část ceny nemovitosti, kterou klient musí uhradit z vlastních prostředků.
V minulosti byly v Česku klasické hypotéky poskytovány jen s podmínkou vlastního naspořeného podílu ve výši až 30 % hodnoty nemovitosti.
Klient tak v podstatě splatil část úvěru při uzavření úvěrové smlouvy. Později se požadovaná akontace snižovala a v červenci 2002 přišla Českomoravská hypoteční banka jako první s hypotékou bez akontace, následována po čtvrt roce Českou spořitelnou a dalšími. Na takovou hypotéku mohou dosáhnout i klienti bez vlastních úspor. Pro banku však představuje větší riziko, a proto ji zatěžuje vyšší úrokovou sazbou, klade větší nároky při posuzování klientovy bonity nebo vyžaduje další podmínky.

Schéma průběhu stavebního spoření s překlenovacím úvěrem

Také ke stavebnímu spoření je možno získat úvěr. Ten je však ze zákona podmíněn nejméně dvouletým trváním spoření, odpovídající naspořenou částkou (akontací) a také využitím prostředků výhradně na financování bytových potřeb. Nesplňuje-li klient všechny podmínky pro úvěr ze stavebního spoření, může mu stavební spořitelna pro stejné účely poskytnout překlenovací úvěr, a to i zcela bez akontace. Také zde ale platí, že čím menší akontace, tím vyšší je úroková sazba. Oproti hypotéce není úvěr ze stavebního spoření podmíněn zástavou nemovitosti. Na druhou stranu tzv. americké hypotéky umožněné zákonem od roku 2004 nejsou účelově vázané k použití na bydlení (oproti klasickým účelově vázaným hypotékám však mívají vyšší úrokovou sazbu).
Základní právní rámec stavebnímu spoření včetně úvěrů poskytuje v Česku zákon o stavebním spoření z roku 1993. Hypotéky upravuje především zákon o dluhopisech z roku 2004 a další zákony (o bankách, obchodní zákoník).

## Akontace u splátkového prodeje
Další formu úvěru představuje splátkový spotřebitelský úvěr. Může se jednat buď o přímou peněžní spotřební půjčku, nebo nepřímou. Přímá se uzavírá mezi úvěrovou institucí (bankou) a dlužníkem. Nepřímou půjčku zprostředkovává obvykle obchodník prodávající zboží, na jehož nákup je půjčka určena. Ten má uzavřenou smlouvu s bankou nebo nebankovní úvěrovou společností, která automaticky schvaluje žádosti o tento typ úvěrů za daných podmínek. Tento typ poskytování spotřebitelských úvěrů se nazývá též splátkový prodej.
Také u těchto úvěrů bývá obvyklé splatit akontaci coby procentní část celkové ceny zboží již při sjednání úvěru. Zbývající část ceny je pak rozložena do delšího časového období, do více splátek. U splátkového prodeje bývají obvykle stanoveny vyšší úroky než u běžných spotřebitelských úvěrů, což odráží snadnou a rychlou dostupnost úvěru a jeho relativně nízkou administrativní náročnost.
Spotřebitelské úvěry v ČR upravuje zákon o spotřebitelském úvěru z roku 2010, který nahradil předchozí zákon č. 321/2001 Sb. Harmonizaci na evropské úrovni zajišťuje směrnice č. 2008/48/ES z roku 2008.

## Akontace v zahraničním platebním styku
V kontextu mezinárodního platebního styku se hovoří o akontaci jako jedné ze dvou základních forem tzv. hladkých plateb, tedy peněžních převodů mezi bankovními účty. Dodavatel s odběratelem se v případě důvěry mohou dohodnout na úhradě až po převzetí zboží, která je pro odběratele výhodnější, anebo na úhradě před předáním zboží, formou zálohové platby. Ta je nazývána akontací a je v obchodních vztazích projevem nedůvěry dodavatele k odběrateli.
Účelem akontace je tedy omezit riziko dodavatele z možného odstoupení kupujícího od dohody anebo také poskytnout část prostředků na financování výroby. To se užívá často u velkých zakázek s dlouhou dodací a platební lhůtou anebo u výrobků na zakázku, které by byly po odstoupení kupujícího neprodejné. Platba celé kupní ceny předem je poměrně vzácná a používá se jen ve velmi rizikových oblastech. Častější je zálohová platba části kupní ceny s doplacením zbytku až po převzetí zboží.
V případě nedůvěry odběratele k dodavateli přistupuje k akontaci možnost využít bankovní záruční nástroj, kterým je záruka za vrácení akontace (akontační záruka, anglicky refund bond či advance payment guarantee). Ta poskytuje odběrateli jistotu, že mu bude zálohová platba vrácena, pokud by dodavatel od smlouvy odstoupil nebo by smlouva nenabyla účinnosti. Tento záruční nástroj zprostředkují oběma stranám obchodu jejich banky. Další bankovní záruky představují záruka za nabídku (tzv. vadium) nebo záruka za dobré provedení kontraktu (kauční záruka).
Jinými formami financování v rámci mezinárodního platebního styku jsou vedle hladkých plateb např. exportní dodavatelské a odběratelské úvěry, dokumentární akreditivy či dokumentární inkasa. I u akreditivu jako jednoho z nejpoužívanějších platebních a zajišťovacích prostředků existuje modifikace s tzv. červenou doložkou. Ta představuje dodatek umožňující oprávněnému čerpat část akreditivu od avizující banky jako zálohu (akontaci) ještě před splněním podmínek akreditivu (předložením příslušných dokumentů). Tento dodatek byl původně psán kvůli zvýraznění červeným inkoustem, a tak se rozšířilo označení akreditiv s červenou doložkou. Je výhodný pro výrobce/vývozce, kteří potřebují „předfinancovat“ výrobu nebo nákup zboží před vývozem. V praxi je však poměrně vzácný, protože představuje vyšší riziko pro příkazce.
Tzv. stand-by akreditiv (stand-by letter of credit) může představovat zajištění platebního, ale i neplatebního charakteru ze strany banky. Konkrétně v případě stand-by akreditivu zajišťujícího vrácení akontace banka zaručuje odběrateli, že mu v případě neplnění ze strany dodavatele vrátí již uhrazenou zálohovou platbu (akontaci). V podstatě jde o stejný princip jako u výše popsané akontační záruky a rozdíl je spíše jen v terminologii a drobných detailech. Stand-by akreditivy vznikly a rozšířily se především v USA.
Hladké platby v českém právu vycházejí z devizového zákona a příslušné vyhlášky ČNB.
Finanční záruku upravují §§ 2029 až 2039 občanského zákoníku (před rokem 2014 upravovaly bankovní záruku §§ 313 až 322 obchodního zákoníku). Harmonizaci na mezinárodní úrovni zajišťují pro akontační záruku Jednotné zvyklosti a pravidla pro kontraktní záruky vydaná Mezinárodní obchodní komorou v Paříži jako publikace č. 325 a pro dokumentární akreditiv s červenou doložkou Jednotné zvyklosti a pravidla pro dokumentární akreditivy vydané jako publikace č. 600 (v revizi z roku 2007).